# ダマン・ディーウ連邦直轄領

ダマンとディーウの位置

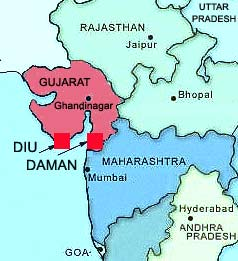
ダマンとディーウの位置（拡大図）

ダマン・ディーウ連邦直轄領（ダマン・ディーウれんぽうちょっかつりょう、Daman and Diu, દમણ અને દીવ, दमन और दीव）は、インドにかつて存在した連邦政府直轄領。アラビア海に面したダマンとディーウからなっていた。面積は112平方キロメートル、直近の人口は243,247人（2011年）だった。

## 歴史

### グジャラート・スルタン国領
ダマンとディーウ両都市とも16世紀中頃まではムザッファル朝グジャラート・スルターン朝の領地であった。

### ポルトガル領
ディーウは1535年にポルトガル領となる。ディーウ自体は長さ10km程度の島であり、ポルトガルの要塞として使われた。なお、その対岸にある2つの村もポルトガル領ディーウの一部とされていた。1558年にポルトガル領となったのちは木材などの積出港、貿易拠点として栄える。ポルトガルはインドを最初に植民地化した西洋国だが、インド内陸部を支配する能力、動機とも備えておらず、交易の拠点となる商館を維持する政策を取った。最盛期にはインド西岸、南岸を中心に13都市を支配している。なお、18世紀後半からは内陸部のダードラー及びナガル・ハヴェーリーもポルトガル領ダマンの一部とされた（ただし、面積・人口ともダマン自体より大きい）。
その後20世紀中頃まではゴアと共にポルトガル領インドを構成していた。第二次世界大戦終結後、インドの独立を経ても、1961年までポルトガル領として留まった。

### インド連邦直轄地
1961年12月19日、ゴア、ダマン、ディーウはインド軍の侵攻を受け占領下におかれる（インドのゴア軍事侵攻）。翌62年3月16日、インドが併合宣言を行いゴア、ダマンおよびディーウ連邦直轄領が成立。
1987年5月30日、ゴアが分離しダマン・ディーウ連邦直轄領となる。
2020年1月26日、ダードラーおよびナガル・ハヴェーリー連邦直轄領と合併し、ダードラー・ナガル・ハヴェーリーおよびダマン・ディーウ連邦直轄領となった。